# Kedungjajang
Kedungjajang is een bestuurslaag in het regentschap Lumajang van de provincie Oost-Java, Indonesië. Kedungjajang telt 2837 inwoners (volkstelling 2010).